# ぬかるみの女
『ぬかるみの女』（ぬかるみのおんな）は、花登筺による小説、およびそれを原作としたテレビドラマ化作品である。
戦後の高度成長期、それでも女が単身で子供を育てるのは困難であった。また、水商売に今より偏見が強かった時代、何かしら訳がある女性が身を沈めるところ、そんなイメージが強かった。そういう「ぬかるみ」に身を沈めざるを得なかった女性たちを中心に、そういう偏見から立身し、正業として突き詰め、登りつめていく姿を、花登ワールドの真骨頂である、ドロドロとド根性を交えて描いた作品である。
同じ花登作品である『どてらい男』、『細うで繁盛記』などと同様に、実在の人物である大阪のクラブジュンのオーナー（放送当時）である塚本純子をモデルとしている。また、正編で登場する「メトロ」も、実在する巨大キャバレーであった。

## TVドラマ
1980年1月7日 - 9月26日に第1シリーズ（全190話）が、1981年9月28日 - 12月30日に『続・ぬかるみの女』のタイトルで第2シリーズ（全83話）が、いずれも東海テレビの昼ドラ枠にて放送された。

## あらすじ
主人公の文子は、下関から博多の海産物問屋に嫁ぎ、1女2男の子があった。元々性格に問題があった夫は、戦後闇市で儲けたことをいい事に放蕩三昧を繰り返すばかりか、文子にも手を上げる始末。やがて闇市も廃れ商売も傾くが、夫は中洲のキャバレーのダンサーの女に入れあげたあげく、店ばかりか家と土地まで売ってしまう。
数々の仕打ちに愛想をつかした文子は、離婚を決意。3人の子供を連れて家出し、下関時代の父の友人で、幼い頃に可愛がってくれた桐山を訪ね、大阪へ向かう。しかし桐山は、彼女の援助の申し出を受け入れないばかりか、こともあろうに、家庭崩壊の元凶でもあるキャバレーのダンサーになることを勧める。しかしこれは桐山が、子供3人をかかえて生きていくために文子を自立させるための優しい気持ちであった。桐山に見捨てられたと思った文子は、職を探そうとする。しかし手に何の職も無い女が子供3人を食べさせていく事がいかに困難なことであるかを悟り、桐山の紹介状を手にミナミのキャバレー、「メトロ」で、ダンサー「準子」として働くことになる。
正編では、準子が、同僚のナンバー1ダンサーであるアケミの数々のいじめや、文子らとダンサー仲間で住むアパート「清正荘」の管理人、緑川の悪態に耐えながら、知恵を絞り、仲間とともにメトロのナンバー1ダンサーに登りつめる姿を描く。桐山も、客として、また時には後見人として、彼女を見守っていた。
続編では、メトロを退店し、自前の店「クラブ準子」を開店したマダムとなった準子が、真の接客業を追求する姿を軸に、正編で知り合った山村との恋愛模様、山村の妻を名乗るたねの二人の仲を裂こうとする過激な仕打ち、準子の店の向かいにあるライバル店「クラブアーバン」のマダム皇子と、その店のマダム代理となっていたアケミのいやがらせなどが展開される。

## キャラクター・キャスト
（正）は『ぬかるみの女』、（続）は『続・ぬかるみの女』への出演を示す

### 家族
塚原文子（店名・準子） - 星由里子（正、続）、小学生時代 - 原口裕子（正）
下関の海産物店、海幸屋を営む塚原家の養女。それ以降、博多で婚姻生活を送っていた時分（井関姓）以外は、塚原姓を名乗っている。女学校に通うなど何不自由なく育てられたが、太平洋戦争と養父の死により一変する。戦時中に、会った事もない博多の井関商店長男、正博の嫁となるが、彼は結婚後すぐに徴兵される。正博は性格的に問題があり、復員後は闇市を始めて儲けるが、景気安定と共に左前になる。やがてキャバレーのダンサーと支配人に騙され、貢いだ挙句、家と土地を売却しようとする。そんな正博を見限り、昭和28年12月、子供3人を連れて、旧知の桐山を訪ねて大阪へ。その時、27歳。しかし、お嬢様育ちであるがゆえ、このままでは親子で生計を立てるのは無理と判断した桐山は、おそらく素人の女性が自立できる唯一の方法と考えたダンサーへの転進を進言、紹介状を渡す。
当初は頑なに拒んだ文子であったが、職探しをしてゆくうちに桐山の言うとおりと悟り、紹介状をもち、ミナミのマンモスキャバレー、「メトロ」に入店する。準子と言う店名は、店から半ば強制的に割り当てられたもの。せめてもの抵抗として、純真を表す白のドレスを纏うのだが、一着しか買う余裕がないため、毎日洗濯を行うはめに。だがやがて、サービス業に目覚め、いかにお客様に喜ばれるかを模索し始める。話題を豊富にするための勉強、お得意様の会社の概要の暗記、膝をついての挨拶、来店の手書きの礼状、高級料亭をまねた客の奥方への赤飯の付け届けなど、その努力が実り、売れっ子ダンサーへと登りつめる。
自ら発案した、法人のパーティへのホステス（田代の注進で、昼間ということもあり、ダンサーではなくホステスと改称された）派遣の責任者となったが、それが大ブレーク。パーティの客がそのままメトロに流れるため、本業でも指名が激増することとなり、一気にトップダンサーとなる。そして、ミナミに小さな店「クラブ準子」を開く。家庭的な雰囲気で、接待客よりも、接待後に落ち着きたい常連客向けに決め細やかな接客を行い成功する。その後、パトロンの商工会での力をかさに、強引で不遜な接客に終始するクラブアーバンに対抗するためにキタに、それもアーバンの真向かいに出店する。そこでも、客が連れてきた秘書用の控え部屋を作るなど、新しいサービスを展開する。
偶然知り合った山村と相思相愛になり、文子の借家で子供たちも交え同居を始めるが、思春期の子供の複雑な反応や、たねの妨害などが入り、安泰な生活はなかなかおくれない。
博子 - 幼少時代嶺川貴子、少女時代：蝦名由紀子（正、続）
文子の長女。姉弟のなかで、離婚時に唯一物心がついていたため、環境の激変や、文子が働きに行っている間に母親代わりを務めなければならない重圧などから、反抗的な態度をとることもしばしば。そのようなこともあり、思春期には、母親の職業や、山村を父と呼ぶことに反発などもしていたが、やがて理解を示し、銀座で母の職業を継ぐことになる。
正 - 幼少時代斉藤雅晴、少年時代丹呉年克（正、続）
文子の第二子で長男。父親似で、気が弱い面がある。
務 - 幼少時代矢口純、少年時代倉沢満夫（正、続）
文子の次男。すこしひねくれたところがあり反抗的な性格。
山村一郎 - 本郷功次郎（正、続）
神戸の製菓工場、山村商店（山村興産製菓部）の創業経営者。硬くならない餅を開発し、鏡餅として発売したところ大ヒットし、売上を伸ばした。
実直で働き者。戦後復員して栄養失調で死にかけていたのを関原という闇屋の元締めに救われ、しばらくそこで働いていた。闇商売から足を洗うと倉敷でパチンコ屋を経営する山村興産を創業、その後現体制に転換する。大阪には、山村興産時代に事務所を開いた関係で、住むようになった。
幼稚園の遊具で遊ぶ文子の子供たちの相手をしていて、文子に出会う。やがて、メトロで働いていることを知り、そこに通い、交流を続けるうちに彼女を愛するようになる。しかし、たねに無断で婚姻届を出されているため、書類上は既婚者。それゆえ文子と入籍できないばかりか、たねに理不尽な要求を数々受け続ける。
ついに会社のすべての権利を渡すという条件で離婚しようと提案するが交渉は決裂、その直後に不運にも癌で倒れ余命わずかと知る。危篤状態にもかかわらず、たねらに文子のアパートから連れ出されたが、会社の権利をすべて文子の子供たちに譲るとの遺言状を文子に残した。
井関正和 - 三波豊和（正、続）
文子の元夫、正博の実弟。放蕩な兄を怨みつつ、文子を慕い、なにかと肩入れする。博多の実家が騙し取られたあと、大阪に行き、文子の居所を探しながら、職を転々としていたが、やがて再会し、その縁もあってメトロでボーイとして働くようになる。その後、総支配人に抜擢され、新規で立ち上がった企画室付きに。黒川支配人の娘と結婚する。クラブ準子開店時に移籍し、チーフマネージャーとして腕を振るう。料理が得意だが、博多弁がいつまでも抜けない。
節江 - 村田千栄子（正）、利根はる恵（続）※ 演者変更
山村の母。広島から大阪に出てきた当初はたねの言葉を信じ文子を妾としてみていたが、たねの本性を知ると文子を頼るようになる。続編ではたねから逃れるため文子一家と同居、博子たちを本当の孫のように可愛がる。

### メトロでの準子派のダンサー
セツ - 正司照江（正）
本名は桃子だが、離婚を期に通称をおセツと改め、店名をセツ子とする。清正荘の文子の隣室の住人で、男に縁がある仕事を好まない緑川には、料理屋の皿洗いと偽っている。が、実は文子入店以前からメトロでダンサーとして働くいていた。ただし、年増で話術もないことから、売れていない。一方でお金には執着があるため、客にしつこく指名を頼み、逆効果に。
文子の実直なやり方にまどろっこしさを覚えていたが、それで客がつく事が判るようになると、同調するようになる。かつて働いていたすき焼き屋で国鉄の運転手である元旦那と知り合った。一男をもうけたが、病気で亡くす。それをきっかけに姑との折り合いが悪くなり別れたのだが、偶然再会したことからよりが戻り、水商売からも足を洗う。
トミ - 臼間香世（正、続）
セツ同様、うどん屋の下働きと偽り、清正荘の2階に住む。当初は違う店でダンサーとして働いていたが、文子が同僚のアケミから攻撃されていると知り、多数派を作って守るためにメトロに移籍する。店名は礼子。
クラブ準子開店時に、再度移籍。性格は温厚で、常識に疎いところがある。現代で言うところの天然ボケ。二人姉妹の次女で、父親は戦時中に死去。母親は子供二人を育てるため、黒人GI相手の娼婦をしていた。姉も白人のGIと付き合い、トミだけは自活のためにダンサーとなった。クラブ準子開店後は美々と共に若いホステスの指導役として活躍する。
美々 - 高橋牧子（正、続）
ニックネームは悲悲子（ひひこ）。これは、美しい名前だと緑川が嫌うという、入居を求めて清正荘に来た際にセツらから進言されてつけた偽名。二流キャバレーや売春で生計を立てており、その土地でトラブルになるたびに転々としていた。
女子大生と偽り、水商売お断りの清正荘に入り込む。理屈が立ち、緑川を言いくるめて家賃を無料にするなど、ある意味商才に長ける。その後トミに誘われ、半ば強引にキャバレーロンからメトロに移籍させられる。緑川が売春相手の名簿を手に入れ、片っ端から連絡を取ったためにその客と揉め、メトロを解雇されそうになるが、立ち直らせようとする文子の説得で改心し、ダンサーを続ける。当初の店名はいすずだったが、その事件をきっかけに、心機一転の意味を込めて新子と改名するが、その後元に戻る。クラブ準子開店に伴い、移籍。
中学校教師の父と、元新劇女優の母の間に生まれるが、母が戦後プロレタリア活動に傾倒し、離婚。母についていったが、男を何度も替えた挙句に養育を拒否される。しかし、父は酒びたりで病気になっていた。母の男性遍歴への嫌悪と父性への憧れが乗じて、売春に走ったものと思われる。
お玉 - 藤村薫（正、続）
本名、玉子。和歌山出身。トラック運転手の健一（彼は彼女をはるちゃんと呼ぶ）という将来を誓い合った恋人があり、彼の独立資金をためるためにメトロのダンサーをしていた。和歌山弁丸出しで、指名でいやな客に拘束されるよりも二度本番に付く方がいいという合理的思考の持ち主。1日2回の本番を準子に勧めたのも、彼女。だが、正義感が行き過ぎ、アケミに目を付けられて暴行を受け、肉体的にも精神的にも追い詰められ、彼とは別れるはめに。しかし、文子に導かれ、清正荘に越し、彼女の一派としてダンサーに復帰する。クラブ準子に移籍。
水江 - 京まいこ（正、続）
メトロ支配人、黒川の娘。後日、正和の妻となる。水道局に勤めていたが、正和が準子をアケミの策略から守るためにガードしていたため、自らもメトロのダンサーとなり補佐するようになる。そもそも水商売には、アルバイトとして黒川の友人のバーに勤めていたことがあるが、目が届くところに置いておきたいという意向もある父からメトロ移籍を進言された経緯もあった。店名は幸子を拝命する。
しかし、準子達を騙し、アルバイトサロン、マテンローに移籍させようとするアケミの策略を知ってしまい、それを坂井総支配人らに暴露したため、逆鱗にふれ、取り巻きから暴行を受け、大怪我を負う。事件解決後は、出張ホステスサービスの準備のための、昼間の制服となる和服の生地の仕入れを手伝うようになる。父の死後、トミらと共にホステスとしてクラブ準子で働く。

### キャバレーメトロ
坂井総支配人 - 大石吾朗（正）
大阪ミナミの巨大キャバレー、メトロの総支配人。雇われではあるが、そもそもメトロのような巨大キャバレーを考案した人物であり、オーナーからも一目置かれている。桐山の依頼で、入店前から文子の身辺を調査しており、入店後も特に気に掛ける。対外的には昼行灯を決め込んでいるが、実際には目配り気配りを欠かさず、常に冷静で、判断力にも長ける。ダンサー間のトラブルを察知するため、彼の職務室では、隠しマイクで廊下の音声を聞くことができるようにしてある。
黒川支配人 - 石井均（正）
メトロの支配人で、坂井の部下。はっきりしない性格で、調子に乗りやすい反面、情にもろい。自分にとって水商売は天職だと思っているが、娘が同業に就くことには反対していた。坂井に指示され、準子を気にかける。水江の結婚式の直前に胃癌で倒れる。式を前倒しすることで晴れ姿を見ることができるが、その10日後に他界した。
田代 - 仲正美（正、続　「続」時の芸名は仲真貴）
坂井の古い友人で、進駐軍キャンプで働き、本場仕込のキャバレーなどを体験した。その経験を買われ、副支配人としてメトロに。現在の巨大キャバレーのあり方を改革したいと考えている。企画室を立ち上げ、その責任者に。正和の上司となる。続編では、支配人として登場。クラブ準子がキタに移転する際、メトロのダンサーを数人移籍させる協力をする。
清美 - 水野久美（正、続）
メトロの売れっ子ダンサー。坂井から準子のサポートを依頼されており、接客業の何たるかを教える。準子の奉仕の精神は、基本的に清美の考えをベースとしたものである。モットーは、1番にならないこと。自分を売り込むより、周囲に気を配る。そのようなわけで、売上は常に3、4位程度だが、坂井や要連客からの信頼は、むしろ1位のアケミより高い。（ちなみに2位は、スポットの売り上げのものが入ることが多いらしい）そのようなわけもあり、アケミを対等に扱うことができる、数少ない実力者でもある。
新潟出身で、戦争未亡人。本姓は生田で、忠男という一人息子がいるが、わがままに育ったために気に病んでいる。「続」ではキタに自身の店を出している。
豆田 -はなとまめ（正）
メトロの主任で、部下として正和の面倒を見ている。
とめ - 安芸秀子（正）
メトロの購買店の主人。パン等の食品から、香水や化粧品、ドレスなどの衣装、装飾品まで取り扱っている。ちょっとがめつく、バッタ屋からニセのブランド香水を掴まされたりもする。味方でもないが、練馬生まれの自称江戸っ子で、虐められる準子を黙って放置も出来ないので、助け舟を出す事もある。

### 敵役
緑川久子 - 森明子（正、続）
準子、セツ、トミ、玉、美々らが住むアパート・清正荘（せいしょうそう）の管理人兼大家。純金の総入歯という獅子舞の獅子のような見かけと、そのとげとげしい言動のため、別名「緑獅子」と呼ばれる（本人は緑さんと呼ばせているが）が、若いころは「タマちゃん」とも呼ばれていたようだ。口癖は「金歯がうずくー」と「いやらしいっ」。しかし、本人は、相手にされないだけで、実は男好き。その嫉妬のために、周囲にも強制しているという次第。
店の番頭との結婚歴はあるが、本人曰く、初夜の契の前に逃げられたらしい。ただし、不動産屋の浦上の話では、結婚後3日で逃げられたのが真実らしい。弱きに強いが、強きに弱いので、住人にはとことん嫌がらせをする。入居を希望していた文子も、最初はけんもほろろにあしらわれていたが、旦那と死別でなく離婚と聞いたとたんに、仲間意識を持ったのか、入居を許した。
その後、文子に嫌がらせするためにたねを呉から呼び寄せたが、逆に脅され、強引に住み着かれ、三度の食事まで強要されたあげく、怒らせて金歯をすべて抜かれてしまう。一方で、大阪に文子を探しに来た正博とねんごろになったことも。アケミがアーバンを乗っ取ったころの年齢は42歳だった。
金歯は実家が高利貸しで金持ちだったことの名残。返済できなくなった歯科医に、借金のかたに無理やり入れさせたもの。そもそも、本人は高利貸しの娘と言っているが、（これも浦上の話によると）実は質屋を営みながら金貸しもしていたらしい。財産は、近所の小牧原という金持ちの動産を空襲から守るためと称して質蔵に預かったのだか、その空襲で所有者が死去、そのままネコババしたらしい。結婚相手の番頭というのも、自殺志願者を親が身請けしたものだったが、3日目で恐ろしくなって逃げたという。なお、戦後のどさくさの件は、山村製菓の社員が被害者の親戚だったようで、山村の耳にも入っていた。
清正荘：大阪府豊中市庄内東町3丁目にある、2階建ての新築アパート。男子禁制、出入り自体禁止。たとえ仲介の不動産屋であっても、子供であっても、いい顔はしない。各居室の入り口に鍵はないが、玄関脇の管理人室で、緑がにらみを利かしているという寸法。規則は、一、清く正しく暮らしましょう、二、静かに廊下を歩きましょう、三、部屋代は催促される前に払いましょう、である。家賃は契約者によって変わるが、基本家賃は、一番安い部屋で月2000円、敷金は仲介なしで3ヵ月分である。緑獅子は1号室（本人曰く、本宅）に居住。その部屋だけは控えの間や縁側、庭もある、豪華な造り。小牧原からせしめた高級調度品であふれていたが、文子が浦上の入れ知恵で、その息子と知り合いであるかのように装ったため、取り返されるのを恐れて、すべて隠匿してしまった。ちなみに、2号室は、二号さんに通じるとして、欠番となっている。 また、2階の美々の借りた部屋は、自殺者が出たため閉鎖していたもの。ただしそのことは、住人に隠していたが、やがてばれてしまう。
アケミ - 真木洋子（正、続）
メトロのナンバー1ダンサー。色仕掛けと強引な接客でナンバー1の座を守る。異常なライバル心で、幾度となく文子を窮地に陥れる。裏社会とのパイプも太く、自分の地位を脅かすダンサーは、力で蹴落としてきた過去がある。準子にも同様の手を使って大怪我をさせたはずだったが、実行者の五十嵐は犯行直前に坂井総支配人らに拘束されたため、すべての計画が露呈、解雇される。
放浪の末にクラブアーバンにマダム代理として雇われた後も、客足がクラブ準子に向くのをマダムに叱責され、それを奪おうと数々の画策をするも失敗。ヤクザ者に息子の誘拐を依頼したり、アーバンの支配人に準子の店の放火を命じるなどするが、それらも直前で回避される。違法行為までを推奨していない皇子に激しく叱責され解雇通告されるも、マダムが急死したことをいいことに店をのっとる。しかし、ホステスに体で客をとることを強要するなど、客のみならず、従業員からも急激に求心力を失い、店は閉店に向かうことになる。愛用の香水は「夜間飛行」。
みゆき - 吉田未来（正）
アケミのメトロ時代の子分。金魚の糞のように、いつも付いて回り、おこぼれの指名を期待している。しかし、それが期待できないとなれば、あっさり裏切る。
淑子 - 荒木かずほ（正）
同じく、アケミの子分。ニセ手紙事件などで、発案をするが、悪知恵が浅く、余計に混乱を招く。
敬子 - 篠崎彩（正）
同じくアケミの子分。いちばん下っ端のようで、何かと実行犯役を任される。 動揺がすぐに態度に出るため、嘘を見破られやすい。
橋本和夫 - 髙田次郎（正、続）
大手貿易会社、日欧貿易の重役。アケミのパトロンだった同社、二宮社長の秘書部長だったが、連れられてメトロに通ううちに、社長を差し置いて親密になった。出世したのも、アケミの口添えと思われる。
芦屋の屋敷で戦時中の怪我で脊髄を損傷し下半身が不自由になった妻、敏子と暮らす。その妻の世話という名目で家政婦を募集しているが、彼女らに手当たり次第に手をつけていた。文子も、例外ではなかった。さらには、偶然メトロでの在籍を知るや、嫌がる文子を、無理やり指名しようとする。本人は気づいていないが、香水の臭いと行動パターンで、愛人の存在は敏子にばれている。
日欧貿易は、準子がらみの騒動や、不正経理が発覚してクビになり、仲間と新会社、株式会社立橋商事を立ち上げるも、経営は上手く行っていない。そんな中、またも準子を指名するが、拒否。ダンサーがつかないと、その場で現金で料金を清算しなければならないが、左前で持ち合わせがないため、総支配人室に呼ばれてしまう。そこで解放と引き換えに、アケミの過去の悪行を暴露する。続編に登場したときは、落ちぶれて、三流キャバレーで飲み歩く姿を晒している。（その店で、アーバンに拾われる前のアケミとも偶然再会している）東京に息子がいるらしい。
五十嵐 - 田中直行（正）
かつてはメトロで主任をしていたが、そこを辞めさせられて、現在は暴力バー「愛」でバーテンをしている。アケミの依頼を受けて、以前から悪いことをしていたらしい。橋本の暴露で準子襲撃計画を察知した坂井らにより拉致され、メトロの倉庫に軟禁される。弱ったところで、アケミや準子、清美らの前に連れ出され、すべてを証言した。
山村たね - 白川和子（正）、西岡慶子（続）※ 演者変更
山村の戸籍上の妻。闇屋の元締めで山村の恩人、関原の娘。関原の死後は山村と夫婦を装い、闇米を腹に隠して母子手帳を見せ、妊婦のふりで警察の目をごまかす手口で闇屋を続ける。山村が闇屋から足を洗おうとすることに気づくと半ば強引に関係を結び、勝手に婚姻届を提出して母子手帳を手に入れたことを明かす。以後「本妻」と言い張り執拗にたかり続けるようになる。他の男性とも関係を持ち、長らく別居していたが、緑川の手引きで大阪にやってくる。
人前ではなにかに付け「旦那を妾に奪われた哀れな女」を演じるが、一方で激しい暴言・暴力で相手を脅しつけ、時にはやくざ者を雇い流血騒ぎを起こすなど、冷酷で攻撃的な性格。
悪知恵だけは働くが簡単な単語を逆に言うなど余り教養がなく、緑川との掛け合いはコミカルでもある。また山村から離婚と引き換えに会社の権利一切を譲渡すると提案されたが銀行からの借入金を借金と思い込み激怒して追い返してしまう。
その後癌の発病で余命いくばくもなくなった山村を文子の元から連れ帰り、最期さえ看取らせなかった。
井関正博 - 小林勝彦（正、続）
文子の元・夫。博多の海産物問屋、井関商店の長男。気が弱く、すぐに嫉妬する。おだてと女に弱い。うまくいくと調子に乗る。弱い者には徹底して強気に出る最悪の人格。初夜の文子を強姦然として契りを結ぶ。結婚直後に太平洋戦争で徴兵され、復員後に闇屋を始めて小金を稼いだが、物があれば売れる時代が終わった直後に経営は斜陽化。そのうえ中洲のキャバレーのダンサーに入れあげ、店を放棄したため、給与が遅延した従業員が全員退職してしまう。しかもダンサーとそのマネージャーの悪巧みに引っかかり、店と土地をとられ、愛想をつかした文子にも逃げられる。文子たちを探して大阪に行った事があるが、その時は緑川とねんごろになり、清正荘にしばらく居座る。

### クラブアーバン
皇子（こうこ） - 久慈あさみ（続）
クラブ準子の向かいにある店、クラブアーバンのマダム。夜の世界に君臨する女王として、皇后からとった名前。本名は「はなこ」。かつて準子があった場所には老舗の料亭があったが、皇子の嫌がらせもあり閉店、そのリベンジも含めて、準子がその土地で営業を決めた経緯がある。パトロンは関西経済界の大物、松村で、その人脈を利用して（松村の顔を立てて、行かざるを得ない）キタのナンバー1店として君臨していたが、コネを利用した経営にかげりが出始め、家族的で客第一を標榜する準子に客が流れたため、やがて傾き始める。クラブ準子との激しい客引き争いの最中に急死。
稲葉 - 村松克己（続）
クラブアーバンの支配人。支配人であるが、外で客引きをしていることも多い。皇子やアケミに命じられ、準子にいやがらせをする。アケミに命じられクラブ準子放火を画策するが、直前に、察して夜営していた正和らに身柄を拘束される。警察に突き出さんとする正和らを制し、店で雇っていいという準子のやさしさに触れ、アーバンを見限り、クラブ準子に鞍替えする。

### 文子を守る人々
桐山道太郎 - 三橋達也（正、続）
下関の商業学校に通っていた当時、文子の養父の家に下宿していた。卒業後も、毎年お盆には遊びに来ていて、そのころの幼少時の文子を知る。大手紡績会社、東清紡績株式会社の社長となっており、メトロの常連客でもある。文子が大阪に尋ねて来た際、世話を断り、1万円（当時の大卒初任給と同等レベルの金額）だけ貸して、メトロを紹介する。しかし、メトロで働く文子を見守り、ひいきとして指名もしていた。文子がメトロで法人パーティへの出張ホステスサービスを考案した際、社内の反対を押し切って、創立記念パーティとして最初の利用者となったのも桐山であった。クラブ準子開店時には、パトロンは持たないという文子の申し出を受け、陰ながら応援。開店時のお披露目会の時に、感動的なスピーチを披露して労をねぎらった。妻とは死別。男子2子があり、次男は沖縄で戦死している。長男は結婚しているが、その嫁のことはあまり信頼していない。
後に経営から退き、専務の轟を社長に指名し、会長として後ろ盾になったが、そのころから体調を悪くし入退院を繰り返すようになる。だが、アーバンの嫌がらせで閑古鳥が鳴く準子を助けるために、外泊許可を得て来店し、パトロンの松村がもうじき引退するという噂を流し、準子への客の流れをサポートした。
浦上 - 三浦策朗（正、続）
浦上不動産の経営者。うどん屋で偶然出会った文子に、清正荘という女子専用アパートがあることを、商売抜きで紹介した。異常な性格の管理人、緑川のあしらい方や、家政婦の口（橋本の家）を紹介したり、後に清正荘を出た文子らが共同で借りた一軒家、「クラブ準子」の物件の仲介をしたのも彼。
娘が神戸にとついでいたが、空襲で27歳の若さで亡くしている。
土肥原 - 下元勉（正）
日本有数の大手商社、三友商事の専務で、桐山の友人。メトロでは特に大事にされている客の一人。アケミと清美の客だったが、偶然ついた準子を温かく見守るようになる。一方で、会社経費にたかるようなアケミはスポイルするように。店内でアケミからいやみを言われる準子に、それとなく助け舟を出すことも。会社概要を熟知した準子を「メトロ出張所所長」と呼ぶ。
成瀬 - 田中直行（続）※ 二役
山村の戦友で、山村商店の幹部社員。かつては警察官でもあった。山村のため、青木やたねの動きを探り、準子らにも助け舟を出す。
青木 - 大門正明（続）
山村商店の社員。幼少時に自分が妾の子だったことを知ってからすねた性格になり、戦時中の学生時代から左翼運動に傾倒、戦後は共産主義者として逮捕歴もある。山村商店にも、偽りの履歴書で入社。たねに利用されて、山村の失脚を狙ったり、準子の信用失墜を画策し、策の一環としてドアボーイとしてクラブ準子に潜入する。しかし、準子に諭されて改心し、キタ新地に移転してからは支配人となる。

### その他
明子 - 野川由美子（正）
別名、ドレスのおアキ。異名通り、衣装もちのダンサー。メトロで働くことを決めた準子に、白の古着ドレスを売った人。肝臓と腎臓の病気のため、準子と入れ替わるように廃業。小豆島出身で、ダンサーになる以前は芦屋の屋敷で働いていたが、大阪で再会した旧友が、ダンサーとして不自由なく暮らしている様子を目にしたため自らその世界に飛び込む。しかし、稼ぎのほとんどを衣装代につぎ込んだため、メトロを辞めた時点では、故郷への土産代さえ持っていなかった。
紅子 - 正司花江（正）※セツ役の正司照江とは、かしまし娘の相方
おアキにダンサーの口を紹介した同郷の友人。こちらも過去に芦屋のお屋敷で家政婦をしていたことがあり、そのときに覚えた風俗や、ざあます言葉を真似て、芦屋出身の奥様ダンサーを公私で演じている。そのため、通称は「芦屋マダム」
さより - 石川さゆり（正）※主題歌を歌ったための特別出演
正和の博多での恋人で、病院勤務。長崎出身。歌手になると言って突然行方がわからなくなる。風評では、関西のプロダクションに入ったとも。
儀乃助 - 大友柳太朗（正）
文子の育ての親。下関で海産物問屋を営む。養女ではあるが一人娘の文子に婿をとり、店を継ぐことを希望していた。戦時中に空襲で亡くなる。
あさ - 一の宮あつ子（正）
文子の下関の養母。つれあいの儀乃助の死後は店を売却し、鳥取の義兄宅に身を寄せている。
ふみ - 月丘千秋（続）
クラブアーバンの向かいにあった老舗料亭の女将。アーバンの嫌がらせによって閉店に追い込まれる。アーバンに対抗するため物件を探していた準子と本名が同じこともあって意気投合、店を売却。その後準子一家と同じマンションに引越し、水商売の先輩として良き相談相手となる。
フミ子 - 原田英子（続）
ふみの娘。母親に反発して家出、長らく音信不通になっていた。ある日クラブ準子に身元を隠して現れ「ぶん」の名で働きだす。準子のはからいで1年後母親と再会。

## 当時のキャバレー
昭和30年代は、巨大なホールを擁したキャバレーが、全国で営業していた。大人の社交場とも称され、実際に社用として利用されることも多かった。生バンドを擁し、そこからメジャーになったバンドマンも少なくなかった。チークタイムには、生バンドのムード演奏にのって、客とダンサーが踊った。ゲストも多彩で、当時のトップクラスの歌手から、セクシーダンスショーまで、常に何らかの出し物があることも珍しくなかった。
現代の同様業種でもそうだが、キャバレーはいくつかの約束事があった。劇中のものを抜粋すると、以下のようになる。(なお、劇中では、このシステムは、坂井が立ち上げたことになっている)
- 本番と指名がある。本番とは、指名がないフリーでの接客ということ。
- 指名1回につき500円、本番は200円がダンサーにバックされる。だから指名の数を稼ごうとする。
- 本番しかないダンサーは、舞台裏に並ぶ。客が多ければ、列の先頭近くに並べば2回転以上できる。本番料も2倍以上になるので、早く出てきて並ぶ者も多い。
- 指名客の飲食代は、つけになった場合はダンサーが立て替える。立て替え分はその日に店に払わなければならない。いきなり売れたダンサーなどは支払いに困ることも。
- 指名にならないダンサーにも、指名が多いダンサーと懇意にしておくと、指名が重なった場合や、お客が多人数グループだった場合などにヘルプとしてテーブル指名してもらえることがある。そのため売れっ子は派閥を形成することになる。

ダンサーという呼称は、やがてホステスという呼称に変わっていく。劇中では、昼間のパーティなどで接客を行うことを女主人=ホステスと呼称していたが、実際には夜の女性もそう呼んでいた。劇中でいうホステスは、現在ではコンパニオンと呼ばれている。
しかし、昭和30年代後半になると、新しい風俗産業が現れるようになる。素人をうりとするような「アルバイトサロン」、小規模でも高級感がある「クラブ」などである。劇中では、高給でダンサーを引き抜こうとする巨大キャバレーのライバルとしてアルサロが登場する。50年代になると、さらに新しい風俗が続々と誕生し、巨大キャバレーは客足が落ち、いまではほとんど見られなくなっている。

## スタッフ
- 演出 - 平松敏男、井村次雄、山像信夫（『続-』のみ）
- 脚本 - 花登筺
- 主題歌 - 「ぬかるみの女」　副主題歌：「昼間のわたし」

作詞：花登筺　作曲：猪俣公章　歌：石川さゆり（日本コロムビア）
- 制作 - 東海テレビ、東宝株式会社